# Donji Zebanec
Donji Zebanec is een plaats in de gemeente Selnica in de Kroatische provincie Međimurje. De plaats telt 190 inwoners (2001).